# Conejo polaco

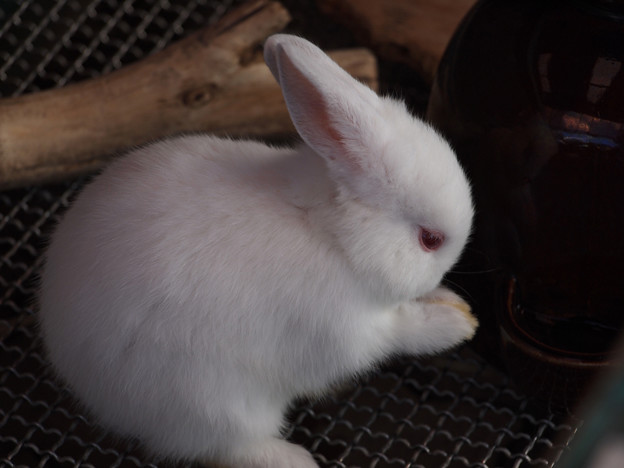

El conejo polaco es una raza compacta de conejo doméstico, criado sobre todo por cunicultores (a diferencia de los aficionados) y comúnmente exhibido en espectáculos de conejos. A pesar de su nombre, el conejo polaco probablemente se originó en Inglaterra, no en Polonia. La raza conocida en el Reino Unido como polaca es la raza conocida en los EE. UU. como Britannia Petite. La raza conocida en los EE. UU. como polaca es desconocida en el Reino Unido.

## Apariencia

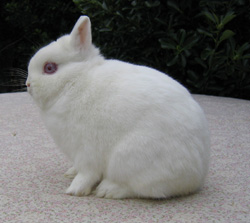

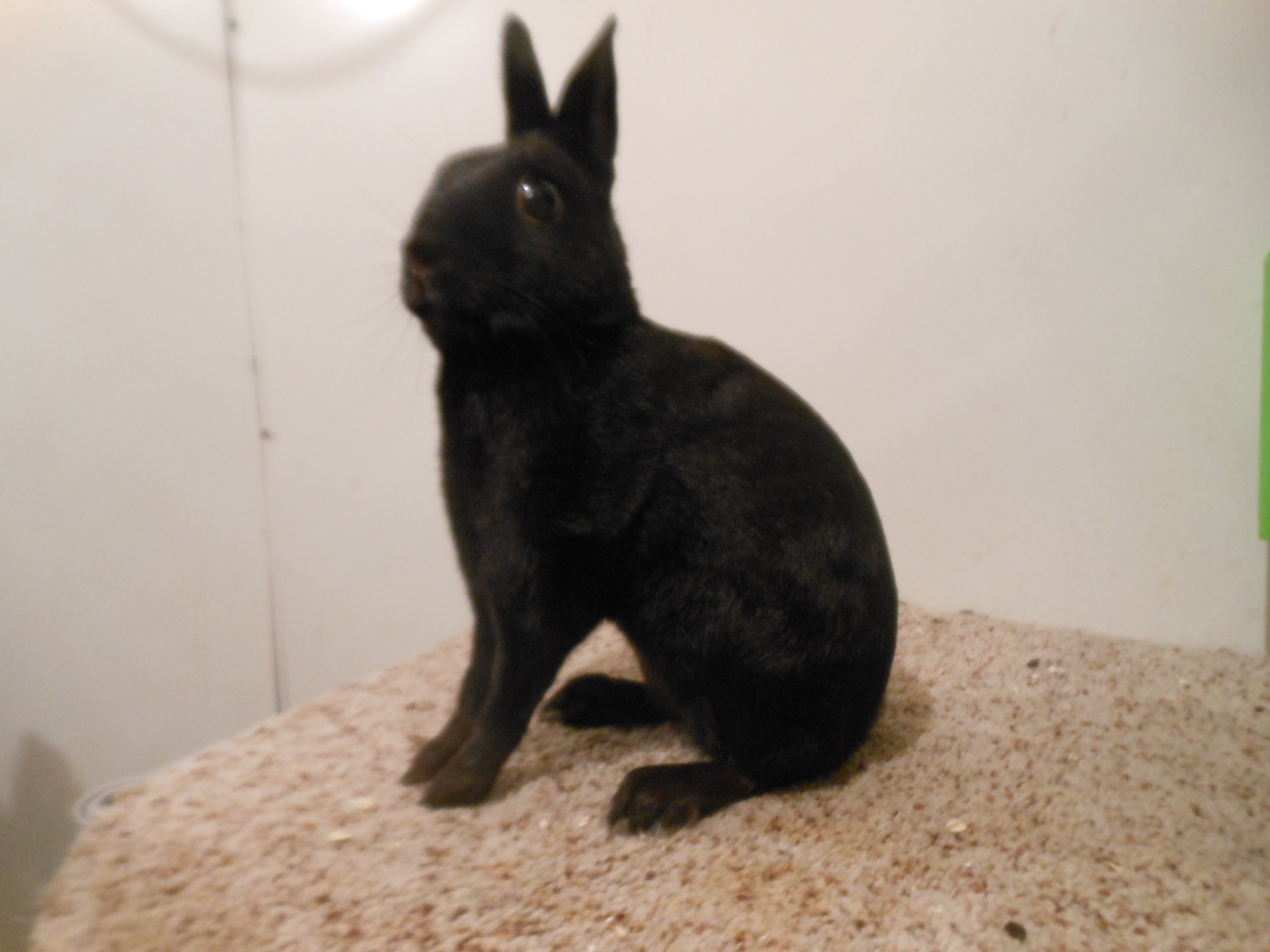

Hoy en día, el conejo polaco se utiliza en EE. UU. como raza de exhibición elegante y como mascota. Los conejos polacos son pequeños, con orejas cortas que se tocan desde la base hasta la punta. Esta raza tiene una cabeza corta con mejillas llenas y ojos audaces. Debido a su pequeño tamaño, el conejo polaco suele confundirse con el enano holandés, aunque el polaco es un poco más grande y su cabeza no es redondeada. Hay muchas otras diferencias entre las dos razas, como la estructura del pelaje, el tipo de cuerpo y los colores. El peso aceptado de un conejo polaco de seis meses o más en los EE. UU. es de 2½ a 3½ libras, siendo el peso ideal de 2½ libras.
Hasta la década de 1950, la mayoría de los conejos polacos en los EE. UU. eran blancos con ojos rojos o azules. El blanco de ojos rubí es un verdadero albino . El blanco de ojos azules tiene el gen blanco de la raza de Viena y no es un verdadero albino. Desde la década de 1950, las variedades polacas de color han sido reconocidas por los clubes de conejos. En 1957, la Asociación Estadounidense de Criadores de Conejos reconoció tanto el color negro como el chocolate en los conejos polacos. En 1982 se reconoció la variedad azul y en 1998 se aprobó la variedad rota.

## Otras lecturas
- Dean, Warren M. (2016). Small Animals Care & Management (4th edición). Cengage. p. 277. ISBN 978-1-285-42552-8.